# San Francisco (Antioquia)
San Francisco est une municipalité située dans le département d'Antioquia, en Colombie.